# Agdistis olei
Agdistis olei là một loài bướm đêm thuộc họ Pterophoridae. Nó được tìm thấy ở Iran, Oman, Bahrain, Ả Rập Xê Út và Các Tiểu vương quốc Ả Rập Thống nhất.